# コトブス市電
コトブス市電（ドイツ語: Straßenbahn Cottbus）は、ドイツの都市・コトブスに路線網を有する路面電車。2022年現在は路線バスと共にコトブス交通有限会社（Cottbusverkehr GmbH）によって運営されている。

## 歴史
コトブス市内に軌道交通を導入する計画は19世紀末から始まり、1899年に発電所の建設が決定されたのを機にその電力を活かした路面電車を敷設する事となった。1901年にドイツのジーメンス・ウント・ハルスケとコトブス市の間に路面電車建設に関する契約が結ばれたのち、1903年までに工事は完了し、試運転を経て同年7月18日、3つの系統を有する路面電車が営業運転を開始した。
1910年代には延伸工事が行われ路線網が拡大したが、第一次世界大戦による徴兵やその後のハイパーインフレーションの影響により営業がままならない状況となり、1923年以降路面電車は長期にわたる運休を余儀なくされた。その間、路面電車の撤去も検討されていたが、1925年までに営業運転が再開されている。その後、1930年代には利用客が増加し、第二次世界大戦中も多数の乗客を運んでいたが、1945年の空襲による被害やドイツ降伏後の混乱により同年以降路面電車は再度全線にわたって休止し、復旧したのは戦後の1948年となった。
東ドイツ時代のコトブス市電は再度路線網の拡張が進んだ他、終端へのループ線の整備や信用乗車方式の導入による運用の効率化が図られた。車両については1950年代以降東ドイツ製の2軸車が多数導入されたが、1979年以降はチェコスロバキア（現：チェコ）製の2車体連接車・KT4が継続的に導入され、2軸車はドイツ再統一後の1990年代までに営業運転から退いている。
このドイツ再統一に先立つ1990年、それまで人民公社によって運営されていたコトブス市電の運営組織は現在のコトブス交通に再編されている。同事業者は路面電車のバリアフリー化を始めとした近代化を進めているが、一方でコトブス市自体の人口減少の影響による路面電車を含む公共交通の利用客減少が大きな課題となっている。2009年には路面電車そのものの廃止を提唱する報告書がコトブス市議会に発表されたが、コトブス市民による反対運動もあり、同年3月までにこの計画は破棄されている。

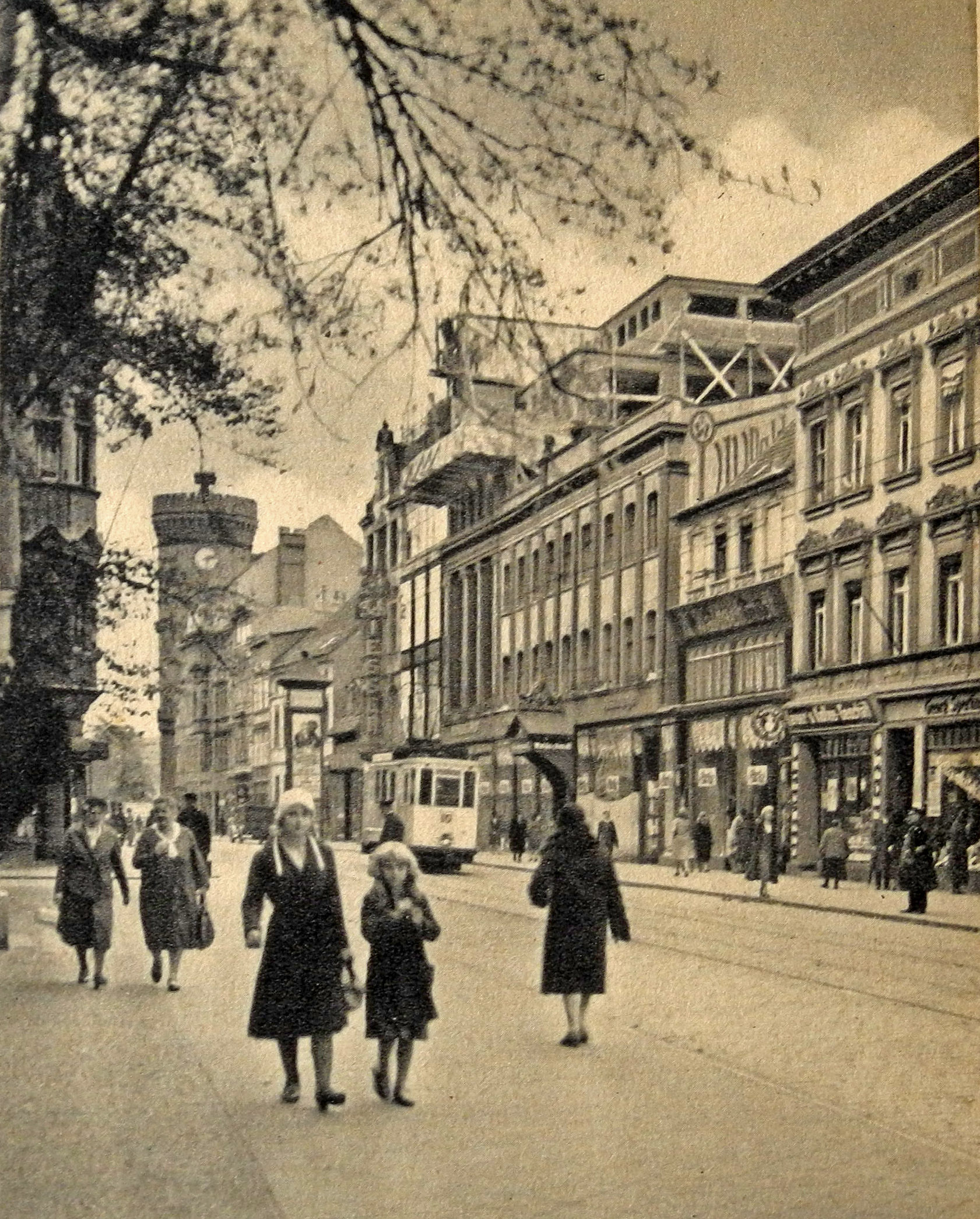
1930年代のコトブス市電
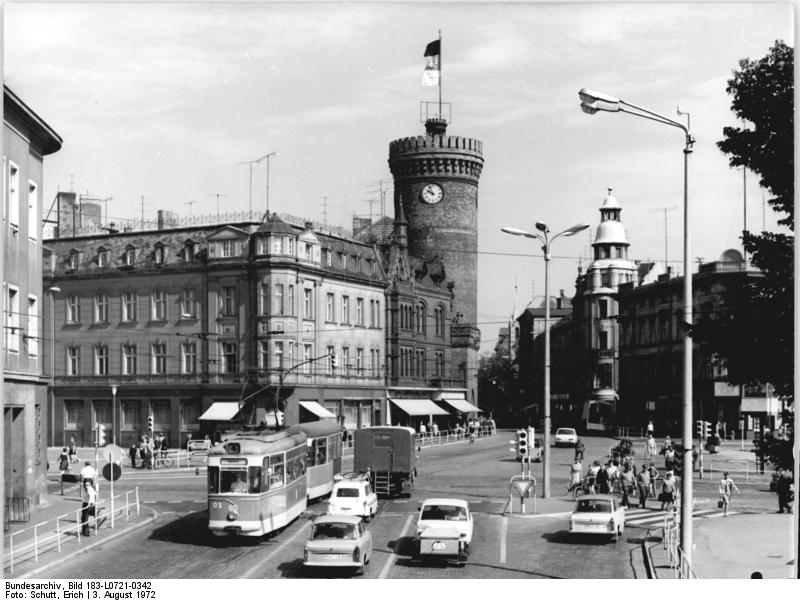
東ドイツ時代のコトブス市電（1972年撮影）

## 系統

路線図（2019年時点）

2019年10月に実施されたダイヤ改正以降、コトブス市電には以下の系統が運行している。そのうち2・3・4号線については、深夜時間帯に同一経路を走行区間に含む深夜バス（2N・3N・4N号線）が設定されている他、土曜日・日曜日には1号線の代わりに路線バス（EV1号線）が運行する。
| 系統番号 | 起点              | 終点            | 備考                |
| -------- | ----------------- | --------------- | ------------------- |
| 1        | Schmellwitz Anger | Hauptbahnhof    | 月曜-金曜日のみ運行 |
| 2        | Sandow            | Jessener Straße |                     |
| 3        | Ströbitz          | Madlow          |                     |
| 4        | Neu Schmellwitz   | Sachsendorf     |                     |

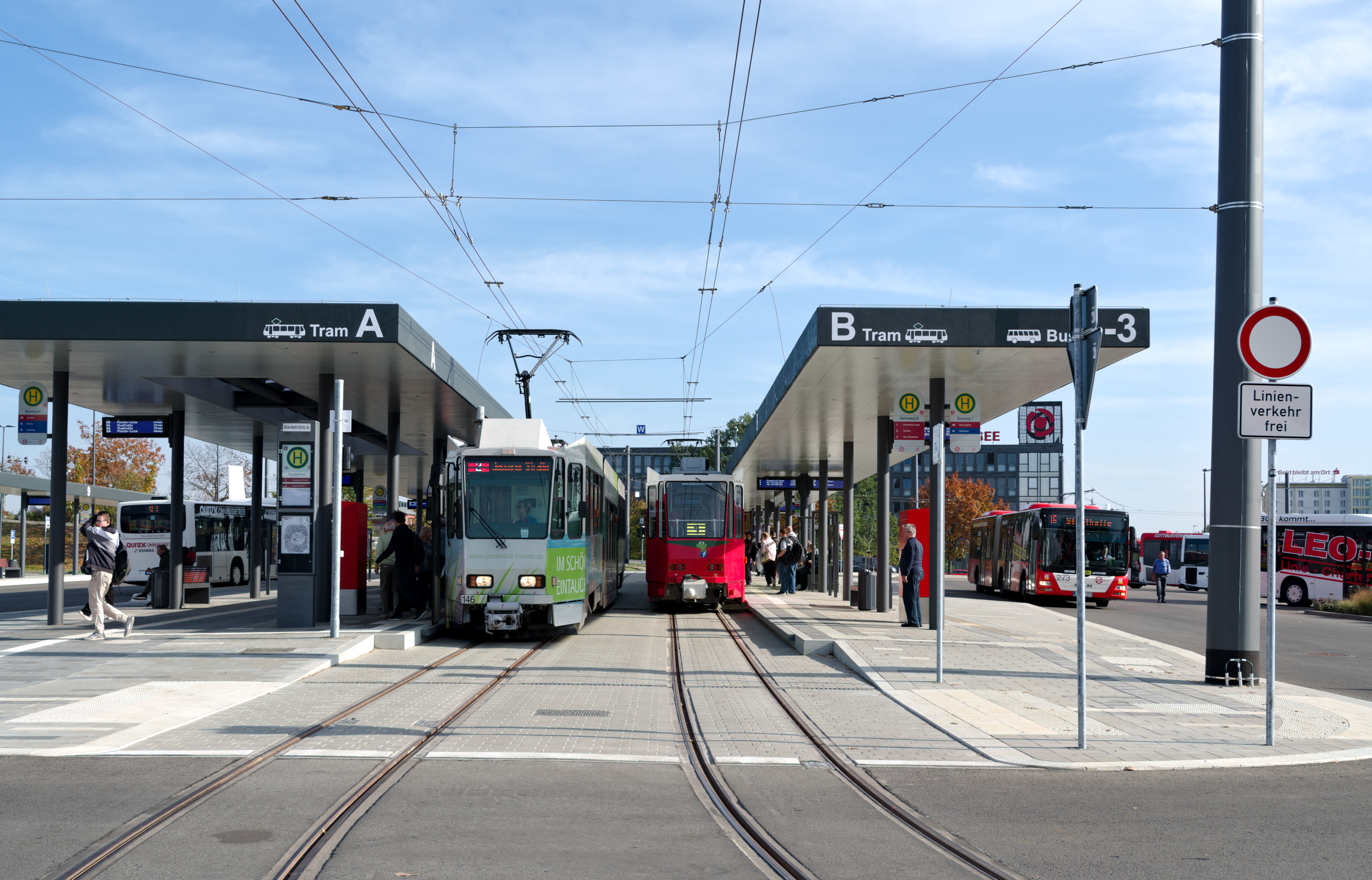
Hauptbahnhof電停（2019年撮影）
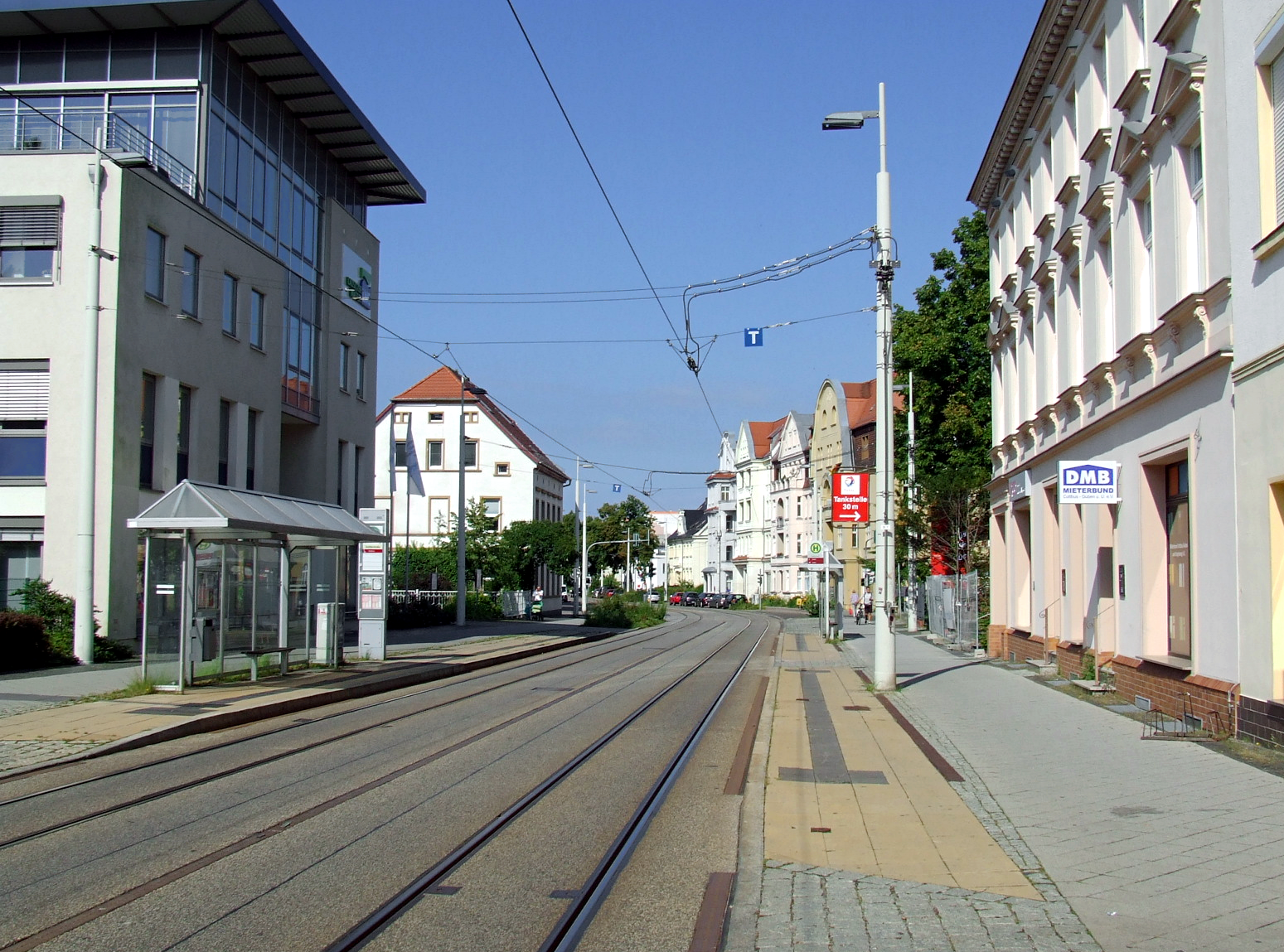
Schillerstraße電停（2016年撮影）
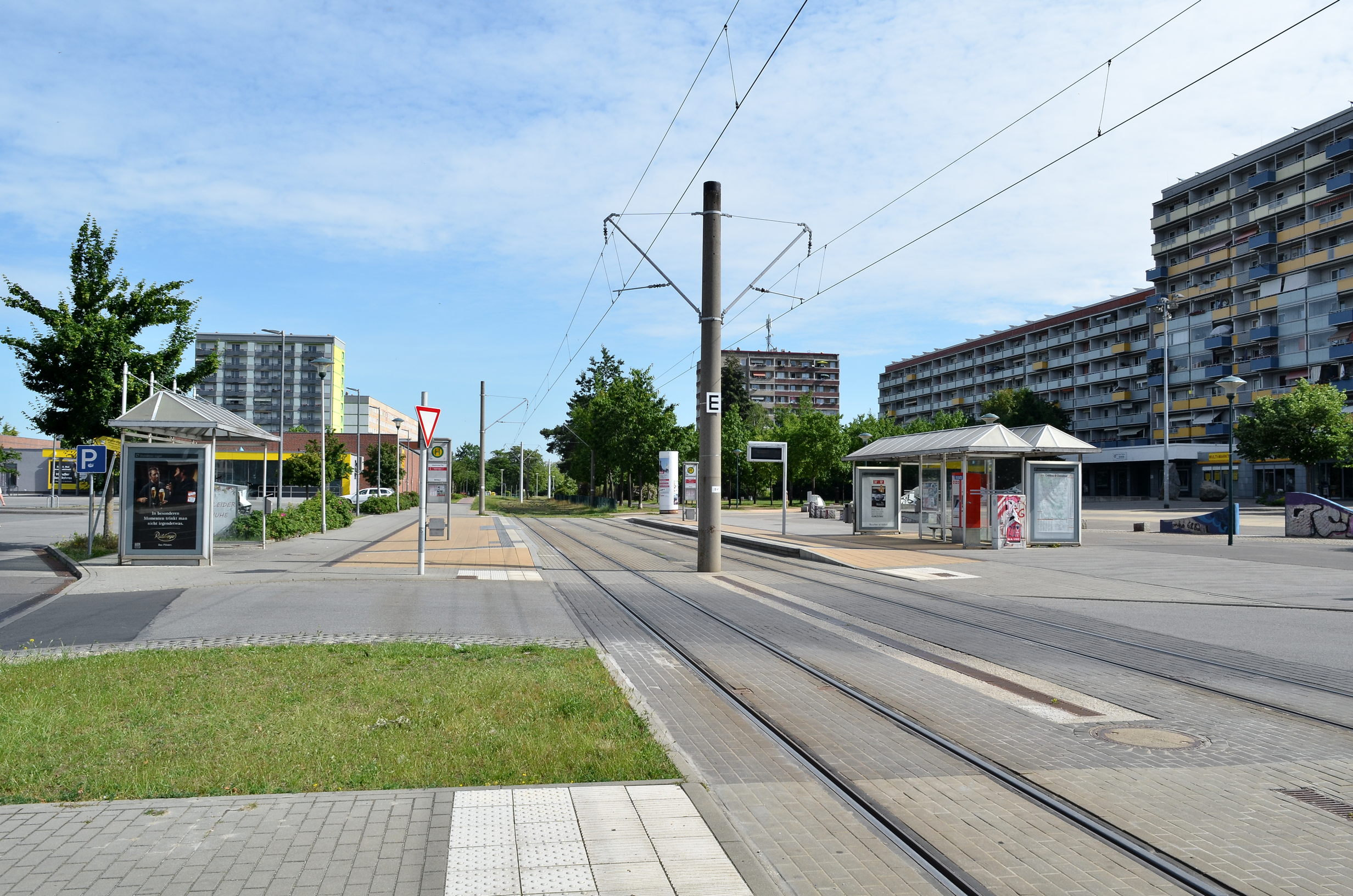
Gelsenkirchener Platz電停（2019年撮影）
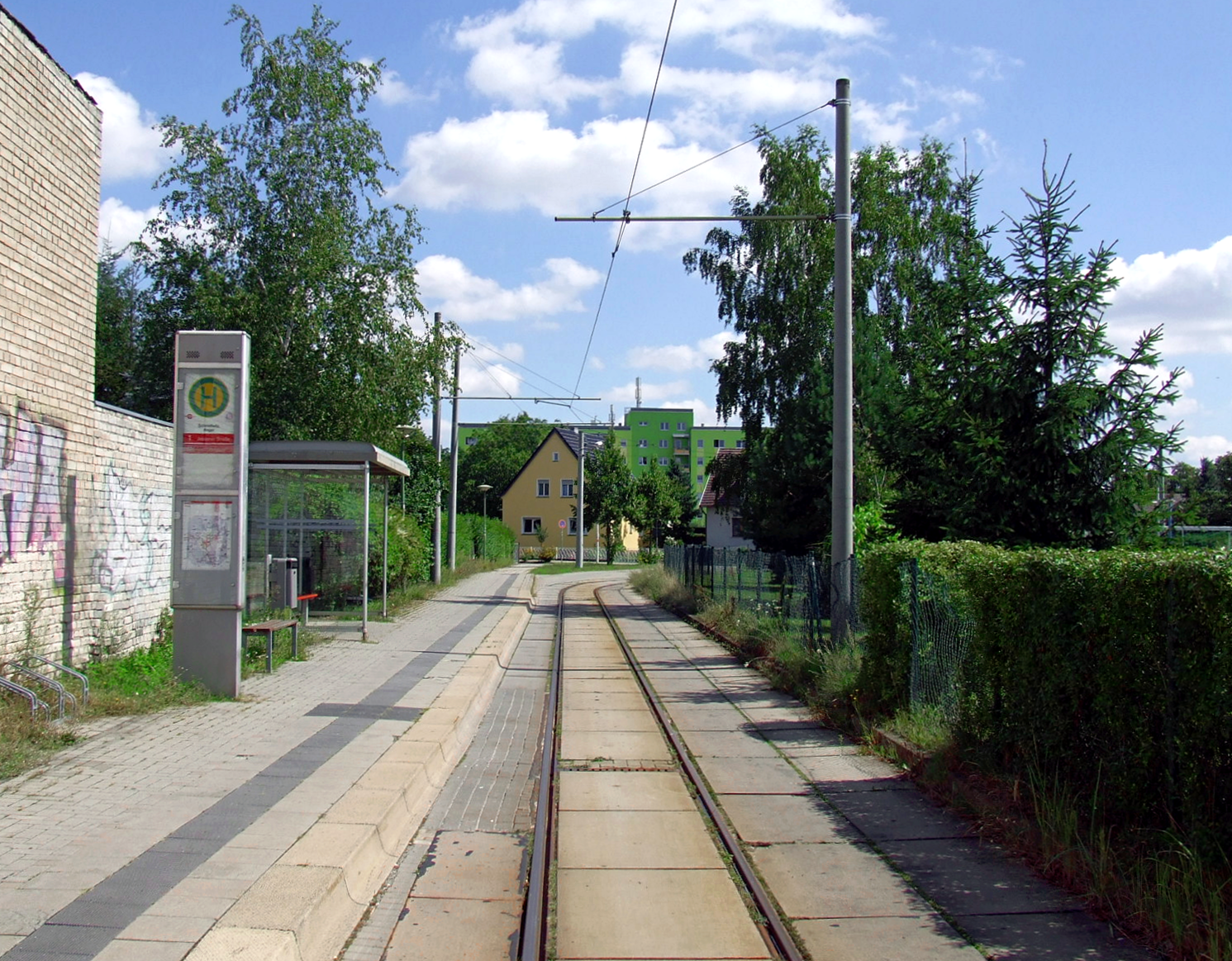
Schmellwitz Anger電停（2016年撮影）
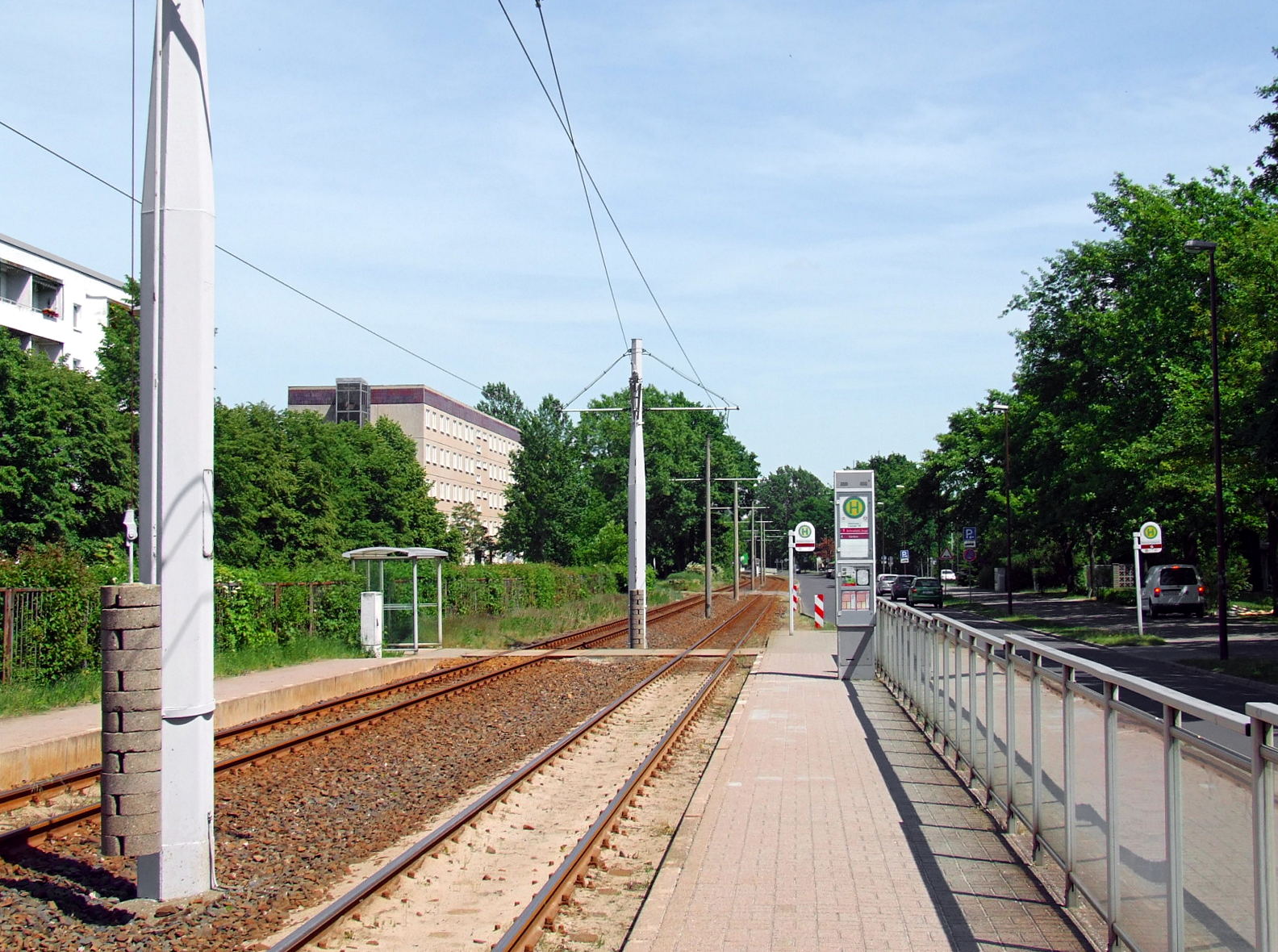
Vetschauer Str./Leipziger Straße電停（2016年撮影）
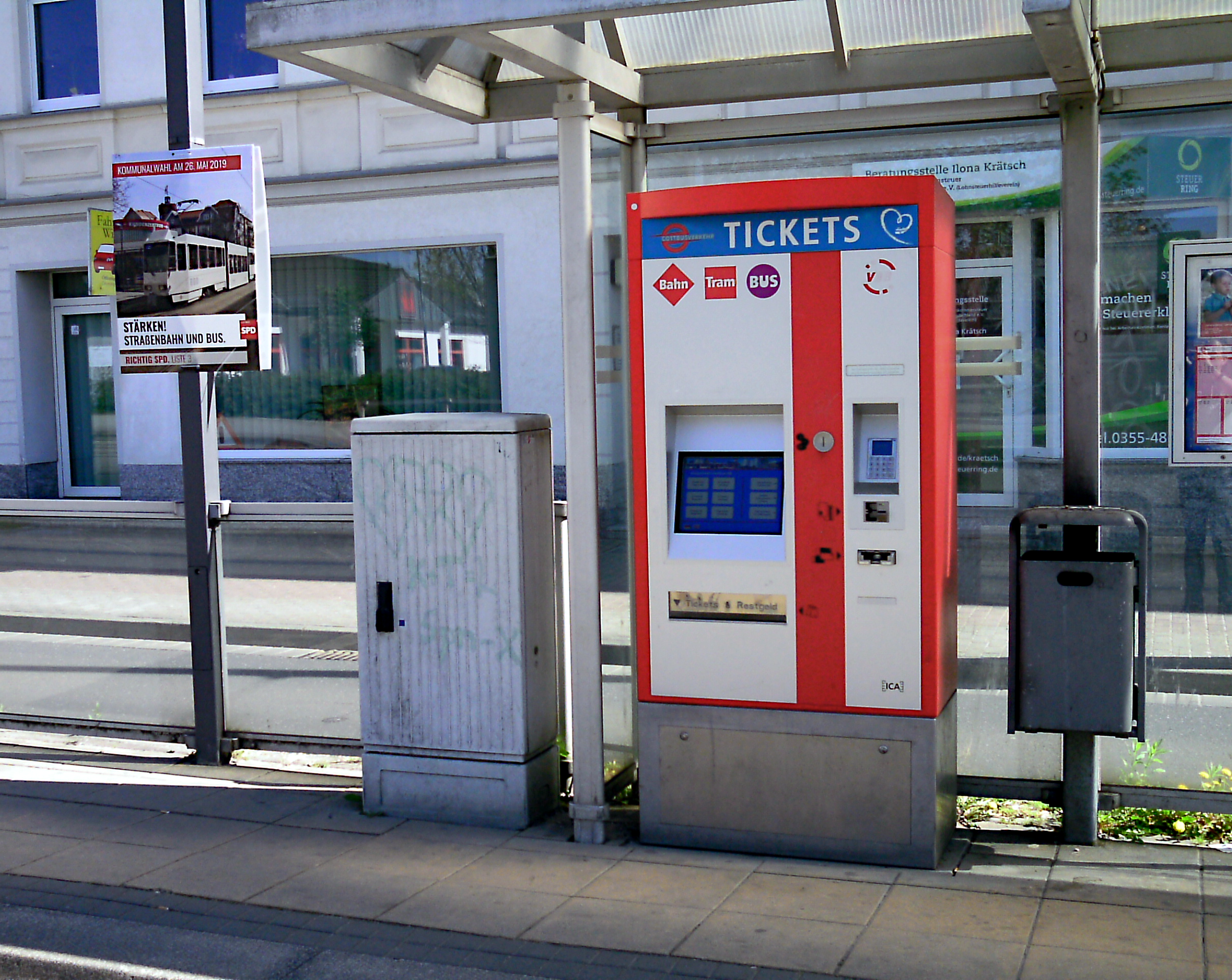
電停に設置された券売機（2019年撮影）

## 車両

### 現有車両

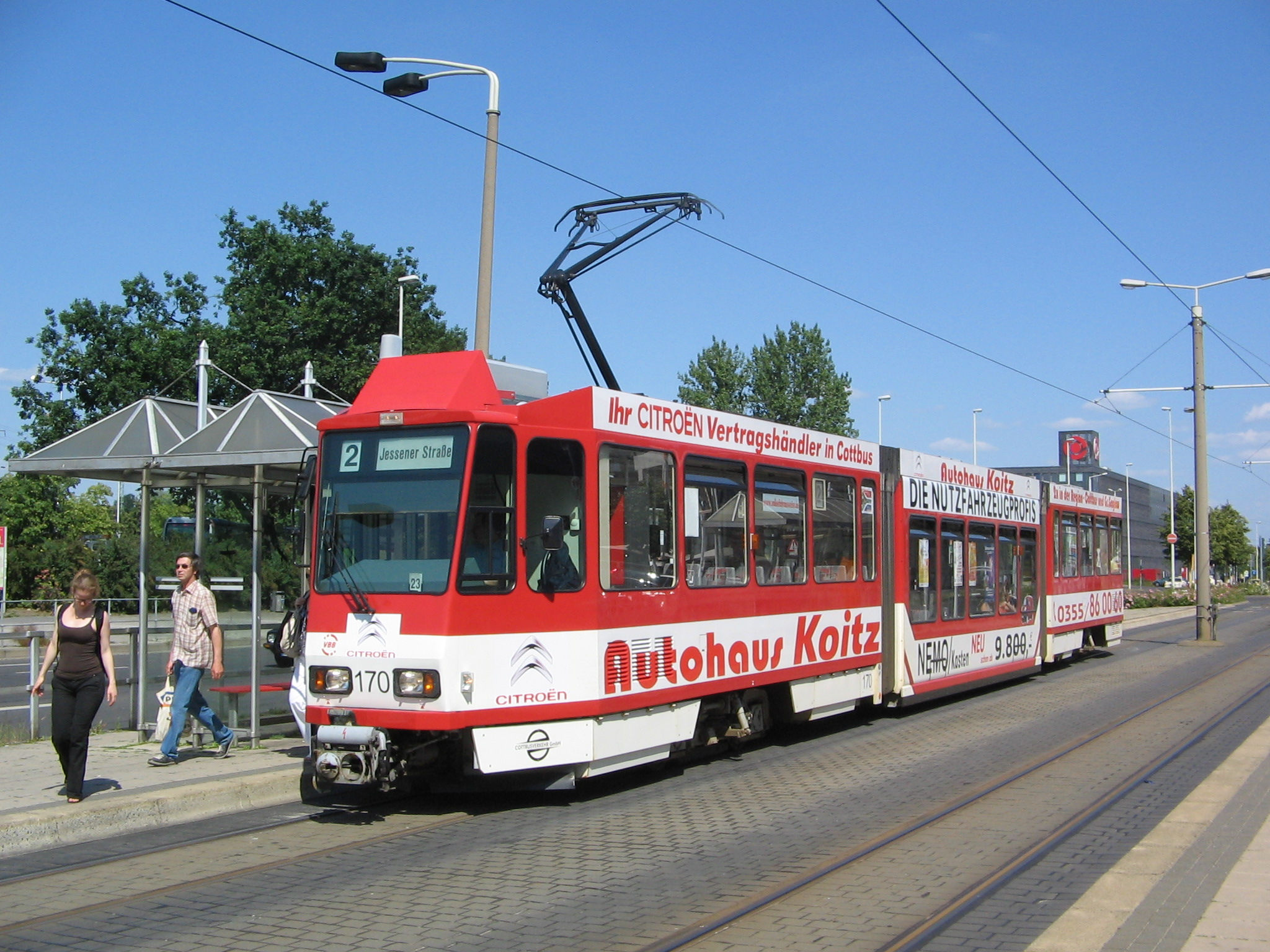
170（2010年撮影）

2022年時点でコトブス市電で営業運転に使用されているのは、21両のKTNF6である。これは東ドイツ時代の1979年以降に導入された、チェコスロバキア（現：チェコ）のČKDタトラが開発・製造した連接車のKT4Dを改造した車両で、元の2車体連接式車体の中間にバリアフリーに適した低床車体を挿入した経歴を有する。2004年以降はコトブス市電の全列車がKTNF6で運用されており、2012年以降は更新工事も行われている。

広告塗装
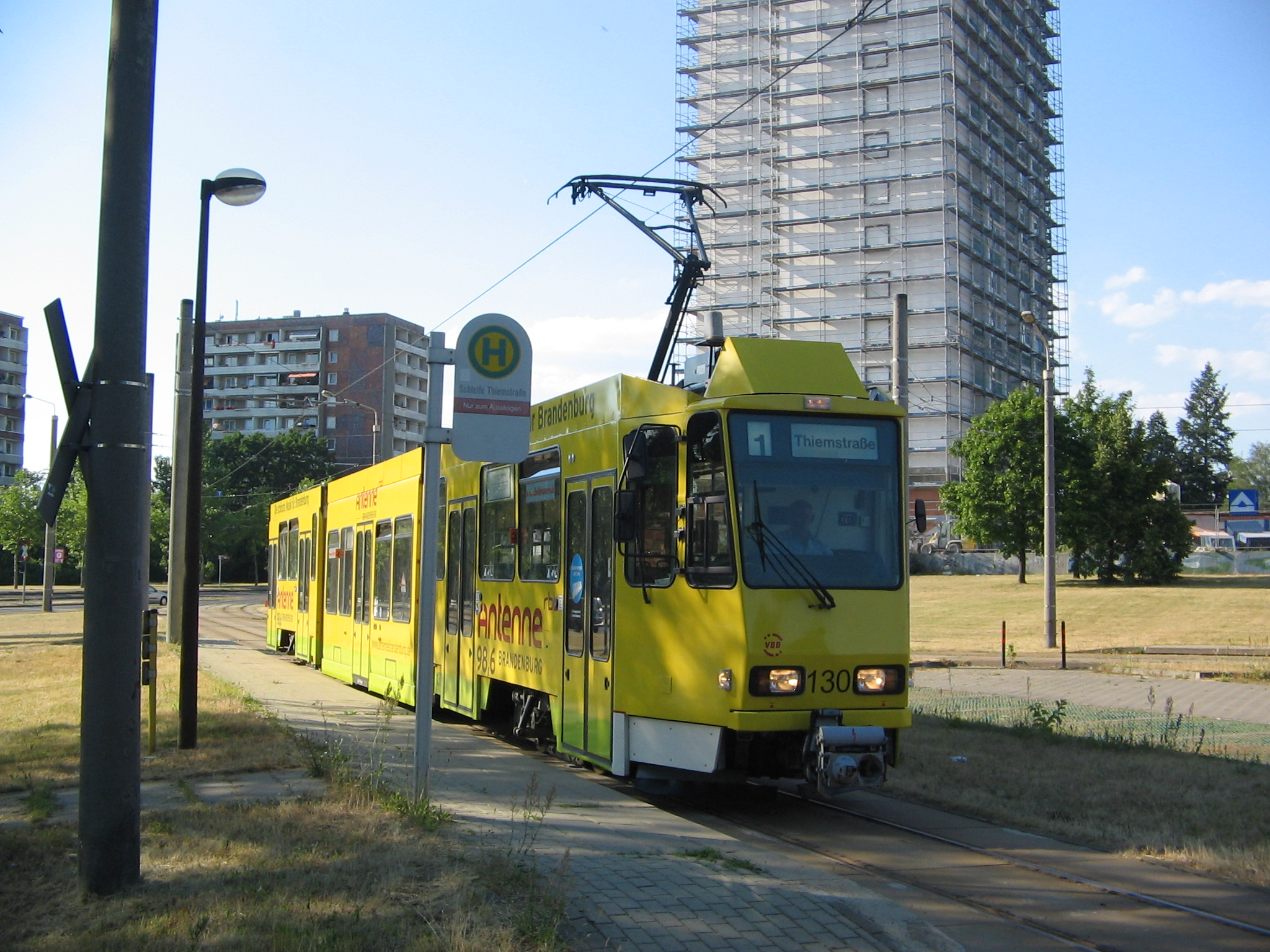
130（2010年撮影）
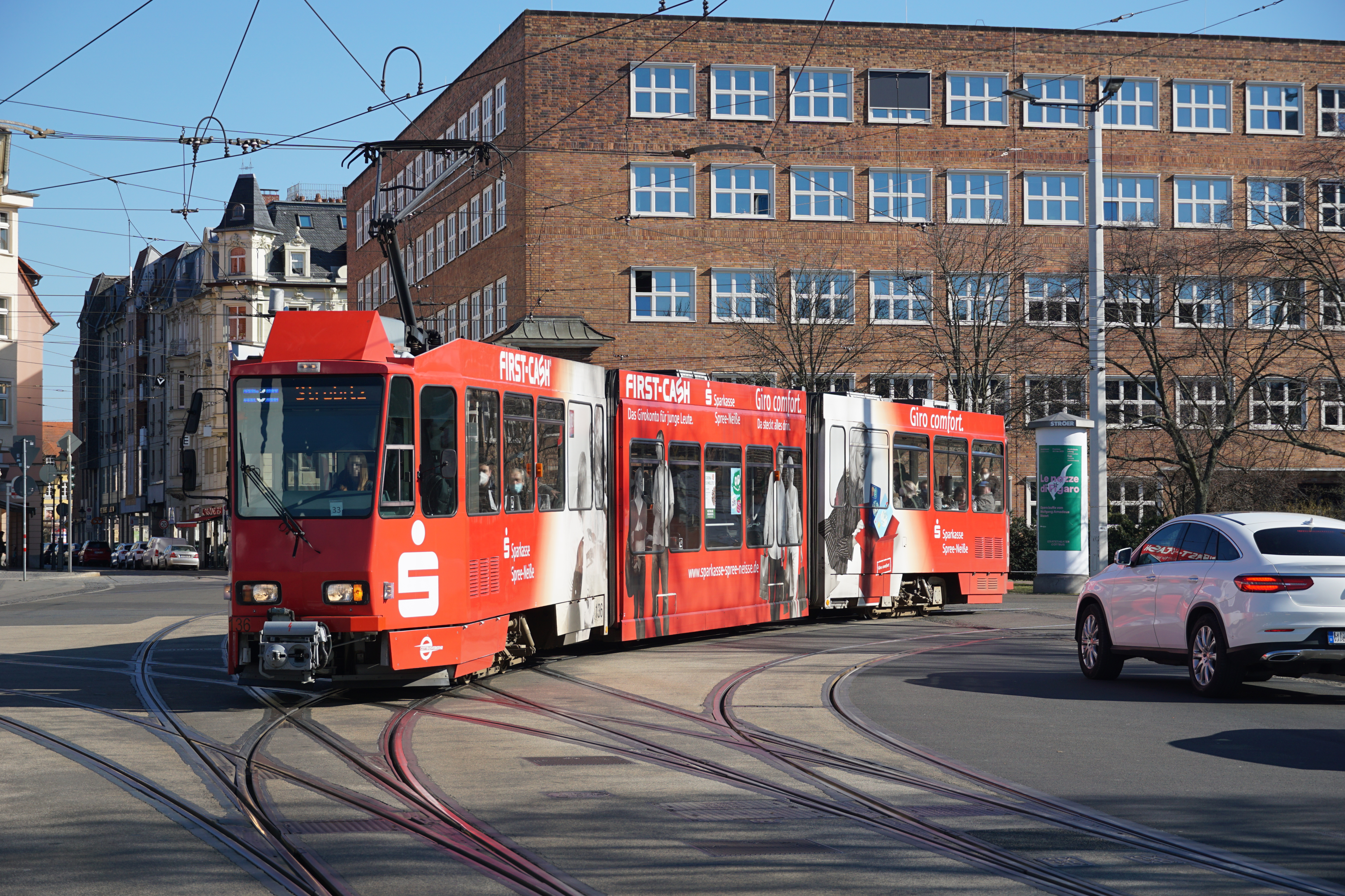
136（2022年撮影）
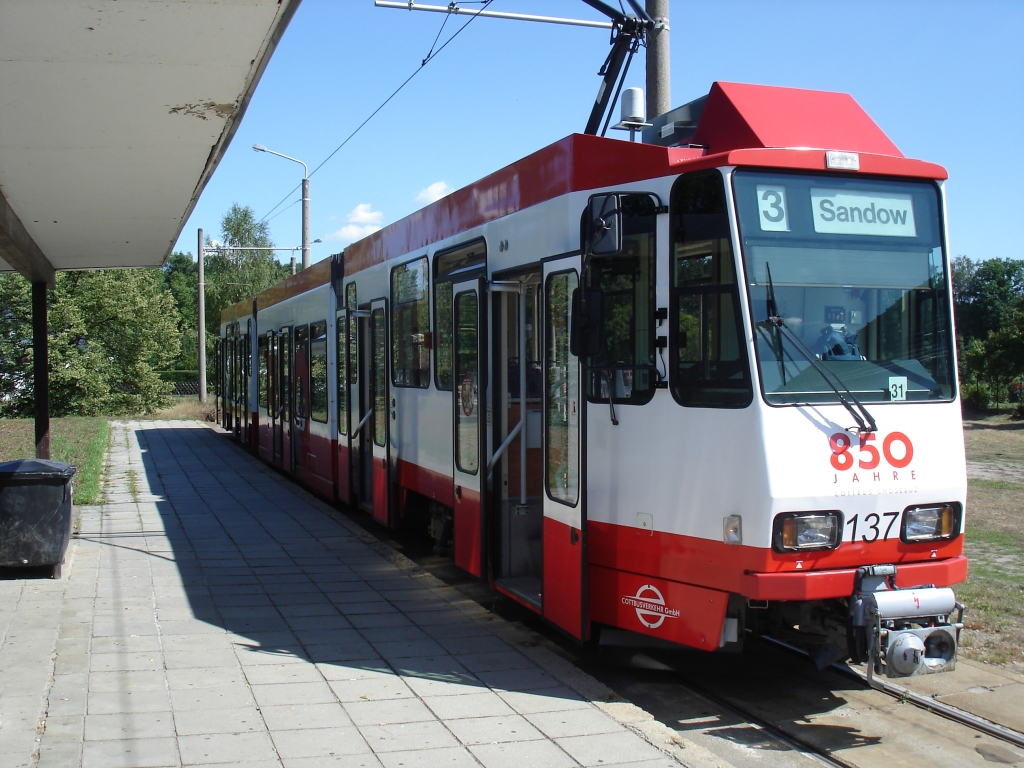
137（2006年撮影）
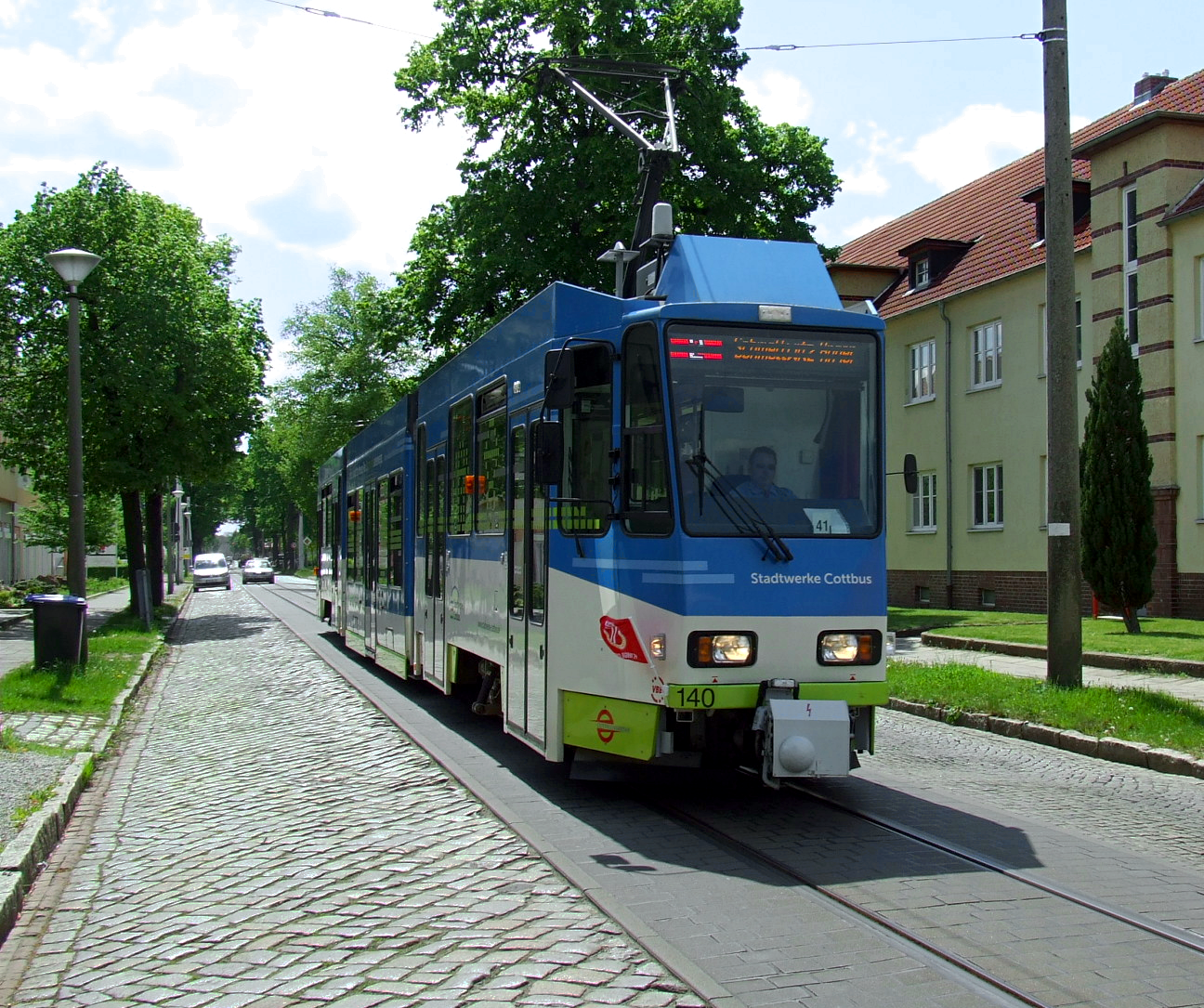
140（2016年撮影）
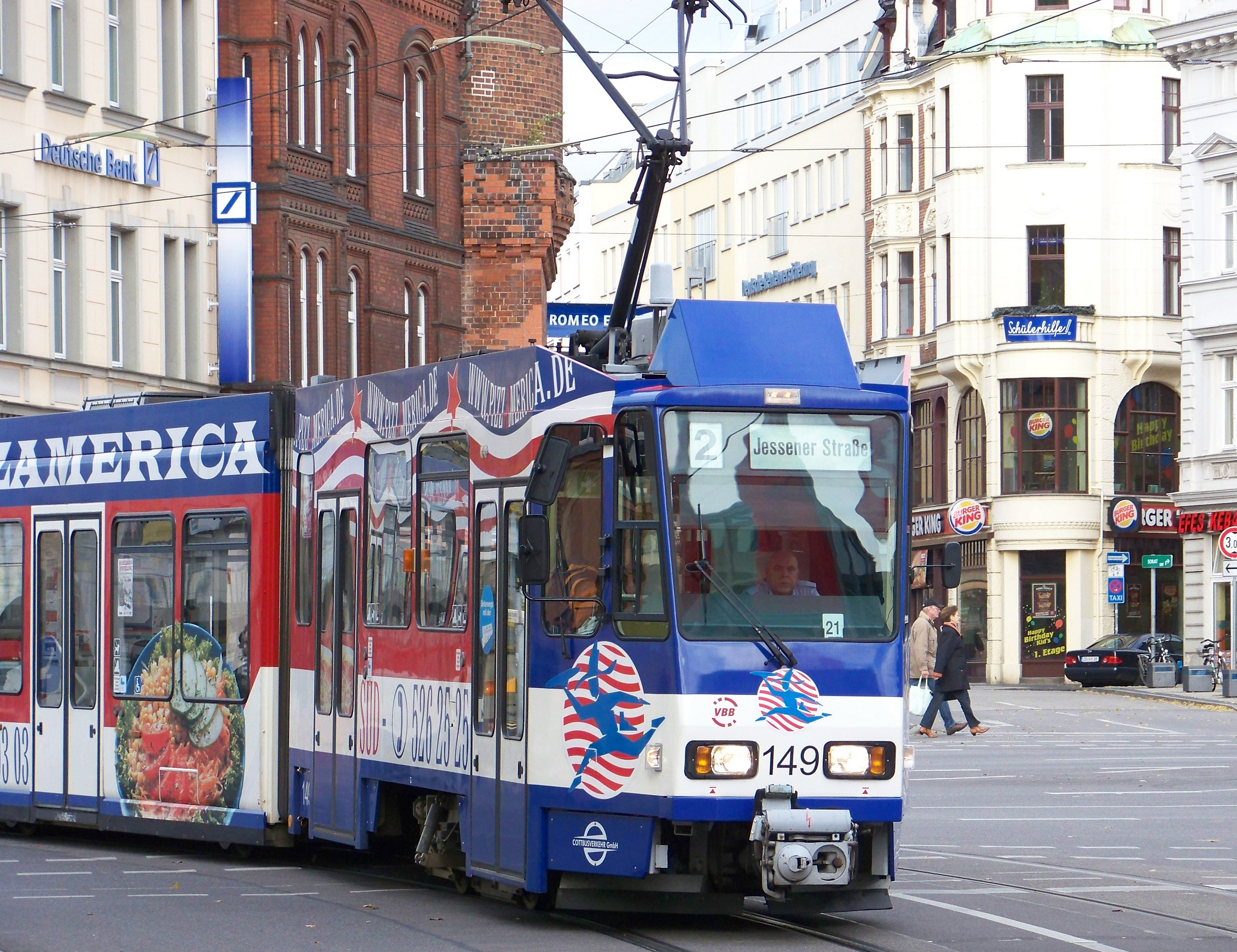
149（2009年撮影）
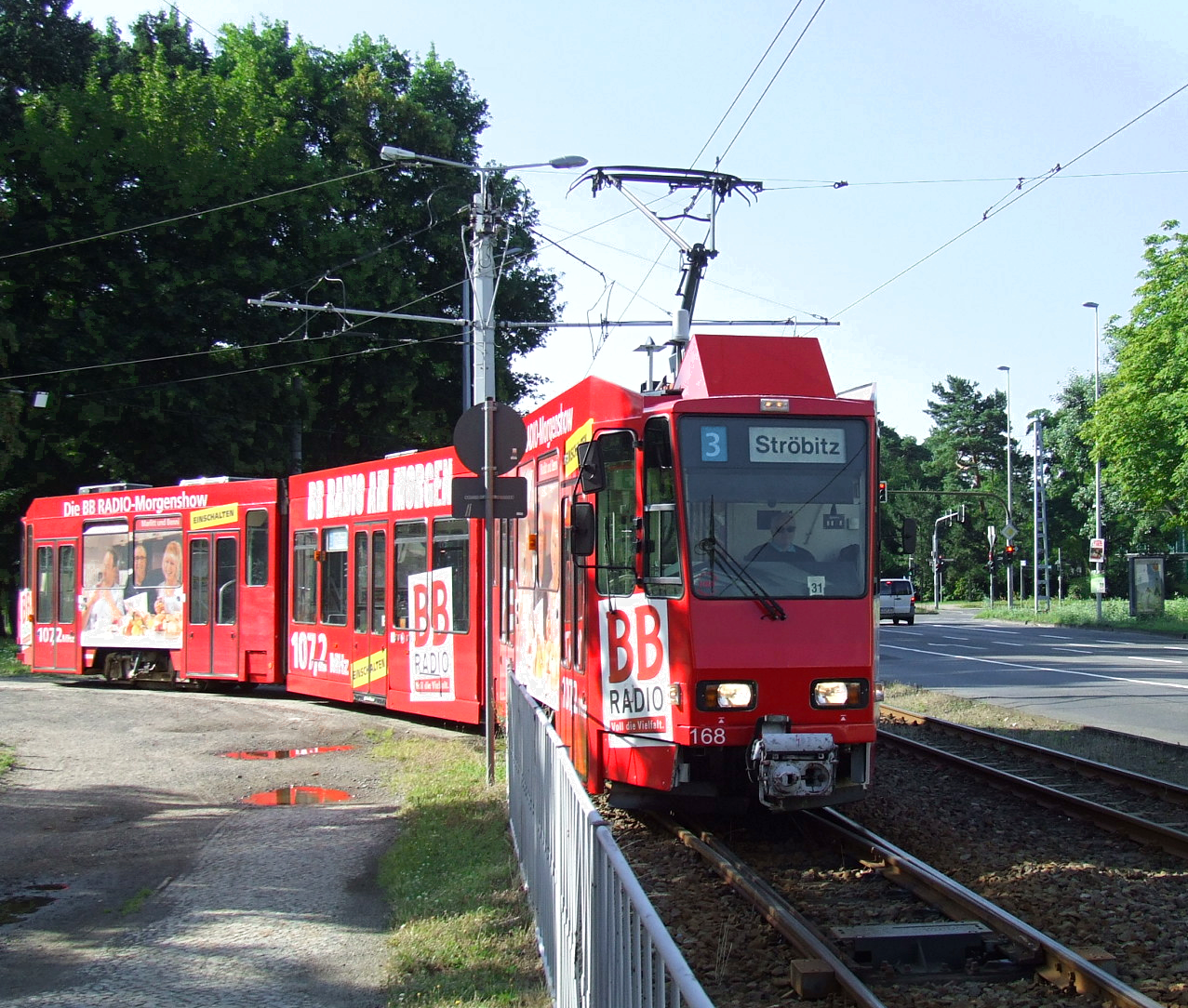
168（2016年撮影）

これに加え、コトブス交通は2軸車を始めとした過去の車両の一部を動態保存しており、貸切運転にも対応している。

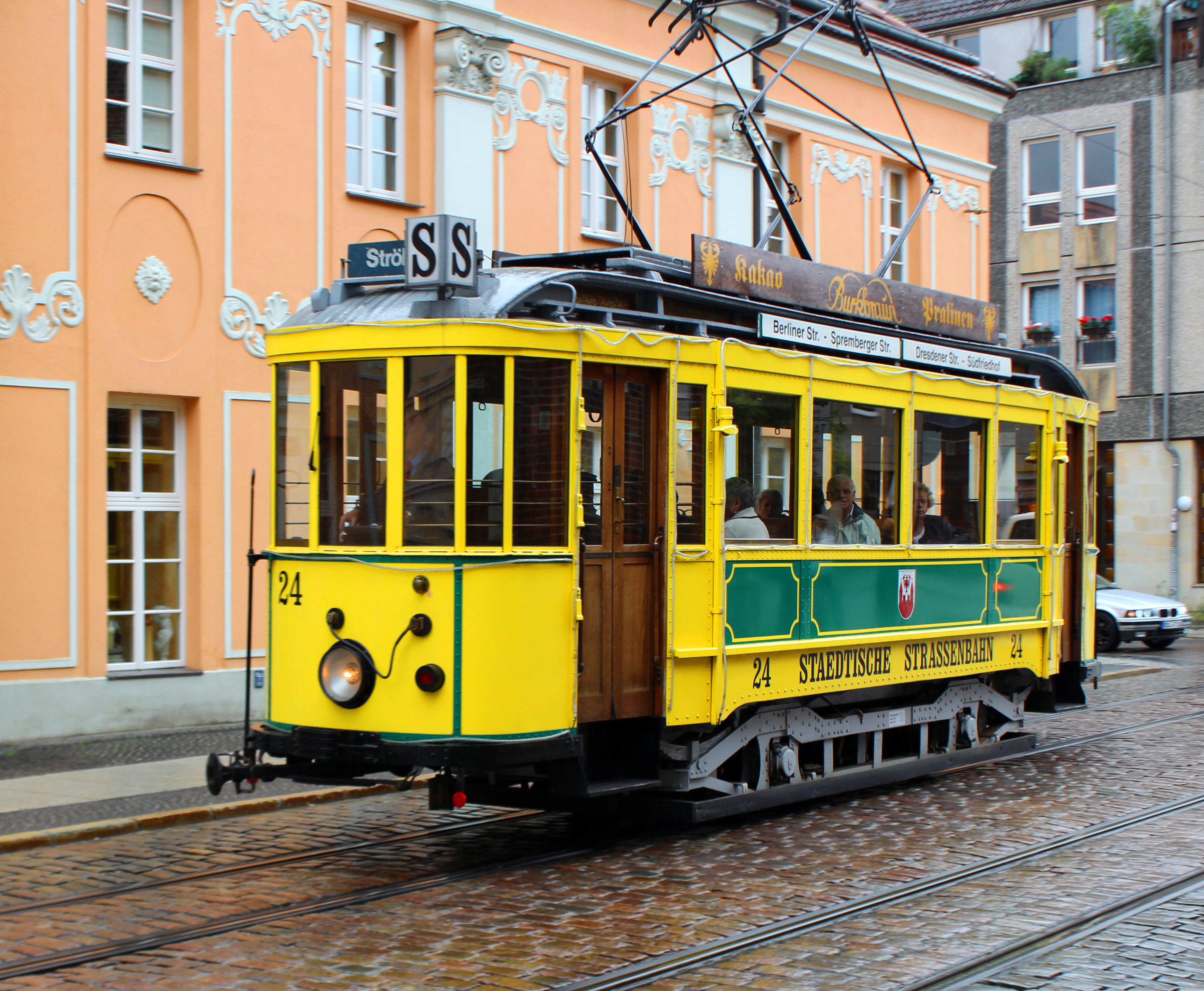
24（2013年撮影）
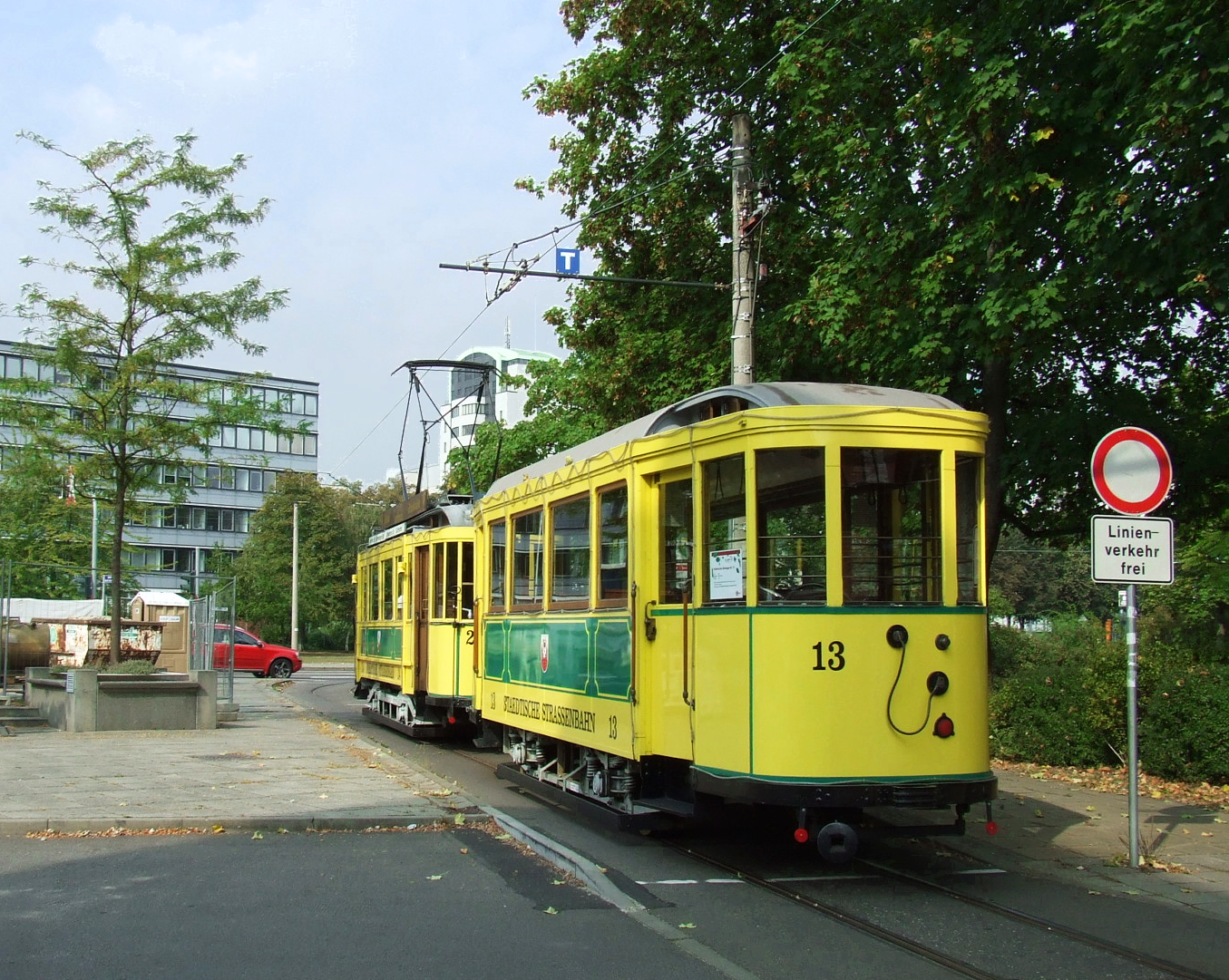
13（2016年撮影）
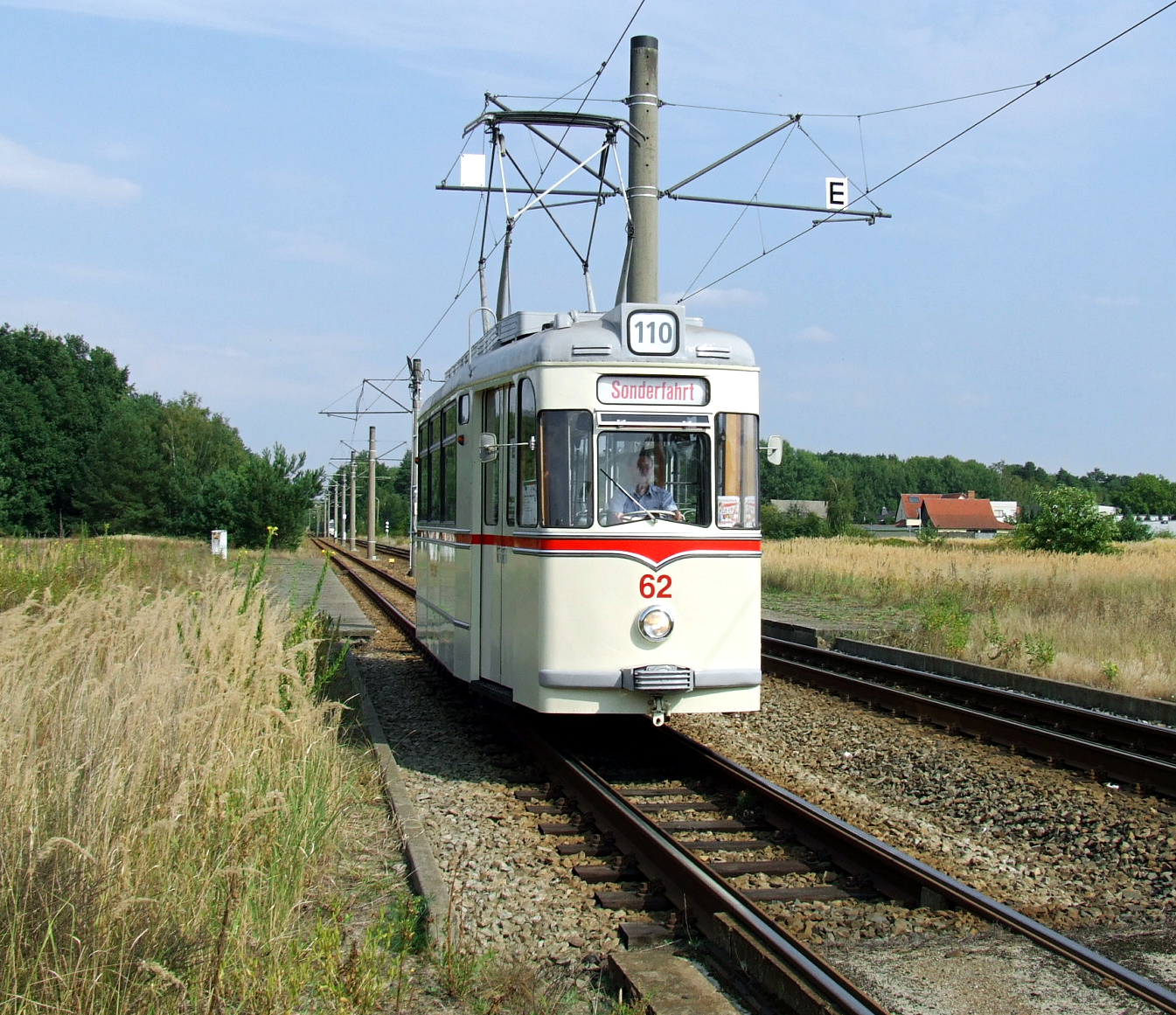
62（2016年撮影）

### 導入予定の車両
2018年、コトブス交通は路面電車を運営する他都市の事業者と共に、老朽化が進み予備部品の供給も不安定となっている既存の車両の置き換えを目的に新型電車を導入する事を決定した。それに基づき入札が実施された後、2021年にチェコのシュコダ・トランスポーテーションが展開する部分超低床電車のフォアシティ・プラス（ForCity Plus）の発注が行われた。そのうちコトブス交通が導入するシュコダ47Tの発注両数は22両で、2024年6月以降順次納入が行われており、2025年から営業運転を開始する。